# Copa de Kosovo 2019-20
La  Copa de Kosovo 2019-20 (conocida como Copa DigitAlb por ser patrocinada por la empresa de televisión DigitAlb) fue la edición número 27 de la Copa de Kosovo. El torneo comenzó el 28 de noviembre de 2019 con la segunda ronda y terminó el 29 de julio de 2020 con la final. Prishtina obtuvo su sexto título de copa al derrotar en la final al Ballkani.

## Sistema de competición
Todos los partidos se jugaron por eliminación directa a partido único, excepto las semifinales que se jugaron a partido de ida y vuelta. Se jugaron dos rondas previas y otras dos más en la fase final. 

### Clasificación a torneos internacionales
El campeón consiguió un cupo para la Ronda preliminar de la Liga Europa de la UEFA 2020-21.

## Equipos participantes
Participaron los 12 equipos de la Superliga de Kosovo 2019-20, los 16 de la Liga e Parë y 4 equipos de la Liga e Dytë.
| Superliga (12 equipos)                                                                                     | Liga e Parë (16 equipos) | Liga e Dytë (4 equipos)            |
| --- | --- | ---------------------------------- |
| Ballkani Drenica Drita Dukagjini Flamurtari Ferizaj Feronikeli Gjilani Llapi Prishtina Trepça'89 Vushtrria | 2 Korriku Arbëria Besa Pejë Dardana Drenasi Istogu KEK Liria Malishevës Onix Ramiz Sadiku Trepça Ulpiana Vëllaznimi Vitia Vllaznia Pozheran | A&N Dardanët Minatori Fushë Kosova |

## Segunda Ronda
El sorteo de la Segunda ronda se realizó el 18 de noviembre de 2019. Todos los partidos se disputaron el 28 de noviembre de 2019.
| Equipo 1   | Resultado              | Equipo 2          |
| ---------- | ---------------------- | ----------------- |
| 2 Korriku  | 1–0                    | Istogu            |
| Dukagjini  | 2–1                    | Besa Pejë         |
| Vëllaznimi | 2–4                    | Ferizaj           |
| Vitia      | 5–1                    | Ramiz Sadiku      |
| Ulpiana    | 1–3                    | Liria             |
| Malishevës | 0–3                    | Gjilani           |
| Feronikeli | 1–0                    | Llapi             |
| Dardana    | 4–3 (t. s.)            | Vllaznia Pozheran |
| Ballkani   | 1–1 (5:4 pen.) (t. s.) | Drita             |
| Dardanët   | 0–5                    | Trepça'89         |
| Flamurtari | 1–3                    | Vushtrria         |
| Minatori   | 0–4                    | Prishtina         |
| Drenica    | 3–1                    | Fushë Kosova      |
| Trepça     | 2–1                    | Drenasi           |
| A&N        | 4–1                    | KEK               |
| Arbëria    | 1–0                    | Onix              |

## Octavos de final
El sorteo de los octavos de final se realizó el 3 de diciembre de 2019. Cuatro partidos se disputaron el 7 de diciembre de 2019 y los otros cuatro el 8 de diciembre.
| Equipo 1   | Resultado | Equipo 2  |
| ---------- | --------- | --------- |
| Ballkani   | 3–0       | Trepça'89 |
| Drenica    | 5–0       | Dardana   |
| Feronikeli | 4–0       | A&N       |
| Vitia      | 1–2       | Dukagjini |
| Arbëria    | 0–1       | Prishtina |
| Trepça     | 2–4       | Vushtrria |
| Liria      | 1–0       | Ferizaj   |
| Gjilani    | 6–1       | 2 Korriku |

## Cuartos de final
El sorteo de los cuartos de final se realizó el 12 de diciembre de 2019. Los partidos se disputaron del 8 de febrero al 12 de febrero de 2020.
| Equipo 1  | Resultado   | Equipo 2   |
| --------- | ----------- | ---------- |
| Drenica   | 2–1 (t. s.) | Gjilani    |
| Prishtina | 4–1         | Vushtrria  |
| Dukagjini | 0–2         | Ballkani   |
| Liria     | 0–2         | Feronikeli |

## Semifinal
El sorteo de las semifinales se realizó el 18 de febrero de 2020. Debido a la Pandemia por COVID-19, los partidos de ida se reprogramaron para los días 2 y 3 y los partidos de vuelta para el 17 de junio.
| Equipo 1  | Agr.     | Equipo 2   | Ida | Vuelta |
| --------- | -------- | ---------- | --- | ------ |
| Prishtina | 6–2      | Drenica    | 3–0 | 3–2    |
| Ballkani  | 1–1 (v.) | Feronikeli | 0–0 | 1–1    |

### Partidos

#### Prishtina-Drenica
| 2 de junio de 2020, 18:00 | Prishtina                       | 3:0 (2:0) | Drenica | Estadio Fadil Vokrri, Prishtina |                            |
|                           | - Januzi 29' 44' - Korenica 90' |           |         | Asistencia: 0 espectadores      | Asistencia: 0 espectadores |

| 17 de junio de 2020, 10:30 | Drenica          | 2:3 (0:2) (Global 2:6) | Prishtina                                 | Stadiumi Bajram Aliu, Skenderaj |                            |
|                            | - Muleci 66' 85' |                        | - 26' Abazi - 32' Krasniqi - 56' Bekteshi | Asistencia: 0 espectadores      | Asistencia: 0 espectadores |

#### Ballkani-Feronikeli
| 3 de junio de 2020, 16:00 | Ballkani | 0:0 | Drenica | Shahin Haxhi-Islami, Peć   |  |
|                           |          |     |         | Asistencia: 0 espectadores |  |

| 17 de junio de 2020, 10:30 | Feronikeli   | 1:1 (0:1) (Global 1:1) | Ballkani   | Rexhep Rexhepi Stadium, Glogovac |                            |
|                            | - Harmon 65' |                        | - 27' Daku | Asistencia: 0 espectadores       | Asistencia: 0 espectadores |

## Final
Prishtina y Ballkani disputaran la final el 29 de julio en el Estadio Fadil Vokrri
| 29 de julio de 2020, 15:45 | Prishtina       | 1:0 (1:0) | Ballkani | Estadio Fadil Vokrri, Prishtina                  |                                                  |
|                            | - Otto John 20' |           |          | Asistencia: 0 espectadores Árbitro(s): Genc Nuza | Asistencia: 0 espectadores Árbitro(s): Genc Nuza |

| Prishtina Campeón 6.° título |